# Канаёвское муниципальное образование
Канаёвское муниципальное образование — сельское поселение в Ивантеевском районе Саратовской области Российской Федерации.
Административный центр — село Канаёвка.

## История
Статус и границы сельского поселения установлены Законом Саратовской области от 29 декабря 2004 года № 114-ЗСО «О муниципальных образованиях, входящих в состав Ивантеевского муниципального района».

## Население
| 2010  | 2011  | 2012  | 2013  | 2014  | 2015  | 2016  |
| ----- | ----- | ----- | ----- | ----- | ----- | ----- |
| 1581  | ↘1576 | ↘1526 | ↘1478 | ↘1448 | ↘1437 | ↘1413 |
| 2017  | 2018  | 2019  | 2020  | 2021  |       |       |
| ↘1386 | ↘1364 | ↘1356 | ↘1330 | ↘1282 |       |       |

## Состав сельского поселения
| № | Населённый пункт | Тип населённого пункта       | Население |
| - | ---------------- | ---------------------------- | --------- |
| 1 | Канаёвка         | село, административный центр | ↘735      |
| 2 | Клевенка         | железнодорожная станция      | ↘179      |
| 3 | Клевенка         | село                         | ↘460      |
| 4 | Сёстры           | село                         | ↘207      |